# Christine kalandjai
A Christine kalandjai (eredeti cím: The New Adventures of Old Christine) amerikai szitkomsorozat volt, amely 2006-tól 2010-ig futott az Egyesült Államokban. A főbb szerepekben Julia Louis-Dreyfus, Clark Gregg és Hamish Linklater. A sorozatot Magyarországon a Viasat 3 és a Comedy Central tűzte a műsorára. A produkciót kilenc Primetime Emmy-díjra jelölték, amelyből egyet nyert el a legjobb női főszereplő kategóriában.

## Történet
Az első évadban Christine beíratja fiát, Ritchie-t egy elit magániskolába, ahol két anyuka, Marly és Lindsay folyamatosan a nőt kritizálja. Volt férjének, Richardnak, új barátnője van, akit mellesleg szintén Christine-nek hívnak. Christine megismeri Burton Schaeffert, akivel rövid ideig szeretők lesznek. Az évad végén Christine megcsókolja Richardot, ezért a barátnője szakít vele.
A második évadban Ritchie azt hiszi, hogy a szülei újra összejöttek, mert egyre több időt töltenek egymással. Christine egy idősebb férfival kezd randizni, akiről később kiderül, hogy Új Christine apja. Richard és Új Christine ismét egy pár lesznek. Christine barátnője, Barb együtt dolgozik a nővel az edzőteremben, amikor Christine beleszeret Ritchie új tanárába, Mr. Harrisbe. Miután Richard ismét szakít Új Christine-nel, lefekszik Christine-nel, aki attól fél, hogy terhes lett. Mikor Mr. Harris munkahelyet vált, Christine és ő már párkapcsolatba léphetnek. 
A harmadik évadban Christine és Mr. Harris kapcsolata jól alakul, amíg a nő élete hirtelen zsúfolttá válik, ezért szakítaniuk kell. Eközben Richard és Új Christine vesznek egy házat, ami véletlenül Christine álomháza. Barb elhagyja a férjét, és futó kapcsolatba kerül Christine bátyjával, Matthew-val. 
A negyedik évadban Barbot a kitoloncolás veszélye fenyegeti, miután elvált a férjétől. Christine úgy dönt, hogy egy leszbikus házasság keretén belül feleségül veszi Barbot, hogy megmentse. Richard és Új Christine eljegyzik egymást, míg Matthew az egyik ügyfelében találja meg a szerelmet. Christine-nek rövid kapcsolata van egy Patrick nevű férfival. Barbbal együtt úgy döntenek, hogy az edzőtermüket gyógyfürdővé alakítják, amelyről később kiderül, hogy bordélyházzá változott. Richard és Új Christine esküvőjének napján Christine rövid időre újra összejön Új Christine apjával, de később összetörik a szíve, amikor megtudja, hogy a férfit már eljegyezték. Richard támogatásáról biztosítja Christine-t, amire menyasszonya olyan féltékeny lesz, hogy oltárnál hagyja a férfit. Eközben egy bevándorlásügyi tiszt leleplezi Barb és Christine álházasságát, és börtönbe viszik Barbot. 
Az ötödik évadban Barb feleségül megy Richardhoz, hogy az országban maradhasson. Azonban hamarosan randizni kezd Dave-vel a bevándorlásügyi hivatalból. Miközben Richard megpróbálja visszaszerezni Új Christine-t, ideiglenesen új lakásba költözik Matthew-val. Christine terápiára kezd járni, de vonzódik a terapeutájához, Maxhez. A terápiát abbahagyják, hogy kapcsolatot kezdhessenek. Új Christine bejelenti, hogy terhes, amire Richard visszatér a nőhöz. Új Christine végül egy kislánynak ad életet. Eközben Barb eljegyzi a vonakodó Dave-et. Az évad végén Christine is eljegyzi Maxet, de a lány műveletlennek érzi magát Max barátai között, ezért úgy dönt, hogy visszatér a főiskolára.

## Szereplők

### Főszereplők
- Julia Louis-Dreyfus, mint Christine Campbell (magyar hangja: Náray Erika) a sorozat főszereplője. Egy elvált anya, aki egy női edzőterem tulajdonosa és üzemeltetője. Állandóan elégedetlen magával, de nagyon önző is tud lenni, és nagyra tartja a külsejét. Christine párkapcsolati balszerencséje a válása után is folytatódik. Életkora ismeretlen (bár egy helyen említi, hogy a 70-es években nőtt fel). Állandó vicc a borfüggősége, és az, hogy évtizedeket farag le a valódi korából.

- Clark Gregg, mint Richard Campbell (magyar hangja: Juhász György) Christine volt férje, aki gyakran jelen van az életében. Miután elvált Christine-től, egy másik, szintén Christine nevű nővel talál szerelemre, akit „Új Christine”-nek becéznek. A férfi elkötelezettségi problémákkal küzd; hónapokba telik, mire elmondja Új Christine-nek, hogy szereti, és négy évbe, mire megkéri Új Christine kezét. Kapcsolata volt feleségével feszültséget kelt közte és Új Christine között, aminek következtében a nő oltárnál hagyja. Richard beletörődik abba, hogy a nő nem akarja őt visszakapni, bár újra összejönnek, amikor a nő teherbe esik.

- Hamish Linklater, mint Matthew Kimble (magyar hangja: Bartucz Attila) Christine bátyja, aki a nővérével él. Matthew nehezen találja meg a karrierútját. Beiratkozik az orvosi egyetemre, majd otthagyja, mielőtt terapeutaként karriert csinálna. Egészségtelenül kötődik az anyjához, akit még mindig szájon csókol, és akivel minden este beszélnie kell, hogy el tudjon aludni. Folyamatosan cukkolja Christine korát, általában arra célozva, hogy a nő öreg. Matthew gyakran randizik nőkkel, de ritkán érdeklődik irántuk egy egyéjszakás kalandnál tovább. Úgy is ábrázolják, mint aki füvezik, de az egyik epizódban azt állítja, hogy soha nem drogozott.

- Trevor Gagnon, mint ifjabb Richard "Richie" Campbell, Christine és Richard fia, aki egy előkelő magániskolába jár. Az anyja gyakran elnyomja őt, férfias vonásainak hiánya kezdi aggasztani az apját. Nem túl okos és középszerű minden iskolán kívüli tevékenységében.

- Emily Rutherford, mint Új Christine Liesl Hunter, Richard fiatal, kedves és zavarodott barátnője, akit Új Christine-nek becéznek. Néha bosszantja, hogy Richard továbbra is közel áll a régi Christine-hez. A lányt az is frusztrálja, hogy Richard nem kötelezi el magát a kapcsolatuk iránt, és a régi Christine iránti elkötelezettsége miatt az oltárnál hagyja a férfit. Akkor is dühös lesz, amikor megtudja, hogy terhes, annak ellenére, hogy Richard azt mondta neki, hogy vaszektómiája volt. Kapcsolatuk újra fellángol, és Christine az 5. évad „Sikoly” című epizódjában Dakota Christine Hunter-Campbell nevű lányuknak ad életet.

- Tricia O’Kelley, mint Marly, gazdag anya Richie magániskolájából, aki gyakran leszólja Christine-t, amiért elvált, alacsony a jövedelme és dolgozó anya. Christine gyakran nevezi Marlyt és Lindsay-t „gonosz anyukáknak”. Marlynak van egy lánya, Ashley. Állítólag sok plasztikai műtéten esett át, és nyilvánvalóan már nem tudja elfordítani a nyakát vagy kacsintani. A negyedik évadban Marly ismét teherbe esik, és arra kényszeríti barátnőjét, Lindsay-t, hogy teherbe essen vele, hogy mindketten „együtt tegyék tönkre a testüket”.

- Alex Kapp Horner, mint Lindsay, az egyik „gonosz anyuka” Ritchie iskolájából, aki a legjobb barátnője Marlynak, bár Marly egyértelműen domináns az alárendelt Lindsayvel szemben, aki gyakran tesz akarata ellenére dolgokat, hogy elnyerje Marly elismerését. Gyakran éreztetik Christine-nel, hogy alsóbbrendű és szegény. Lindsay-nek van egy lánya, Kelsey, akiről Marly azt hiszi, hogy leszbikus. A negyedik évadban Lindsay Marlyval együtt teherbe esik. Korábban barna hajú volt, és női tanulmányokból szerzett mesterdiplomát, mielőtt megismerkedett Marlyval. Néhány alkalommal Marly tudta nélkül kedvesnek mutatkozott a régi Christine-hez.

- Wanda Sykes, mint Barbara „Barb” Baran (visszatérő szereplő az 1-2. évadban; főszereplő a 3-5. évadban) Christine szarkasztikus legjobb barátnője és kolléganője az edzőteremben. Barb elvált, és a negyedik évadban kiderül, hogy a Bahamákról származik, és nem amerikai állampolgár. Száraz, fura humora van, és ritkán lelkesedik Christine bármelyik tervéért. Barb és Christine a negyedik évad elején összeházasodnak, hogy megmentsék Barbot a deportálástól, de az azonos neműek házassága azt eredményezi, hogy elveszítik az edzőterem tulajdonjogát. Miután elveszítik az edzőtermet, Barb eladja a lakását, hogy új üzletet építsen, és hozzámegy Richardhoz, hogy elkerülje a deportálást.

### Mellékszereplők
- Lily Goff, mint Ashley, Marly lánya (1-5. évad)
- Marissa Blanchard, mint Kelsey, Lindsay lánya (1-5. évad)
- Amy Farrington, mint Ali, a csendes, félénk, de szellemes tornatermi dolgozó (1-2. évad, 4. évad)
- Jordan Baker, mint Mrs. Belt, Ritchie harmadik osztályos tanára (1. évad)
- Andy Richter, mint Stan, elvált apa, akinek Christine képtelen ellenállni (1-3. évad)
- Matt Letscher, mint Burton Schaefer, Christine se veled, se nélküled kapcsolata. (1-2. évad)
- Anthony Holiday, mint Pete, Barb volt férje. Egy alkalommal Barb és Pete ideiglenesen szakítanak, mielőtt Barb rájön, hogy nem szeret egyedül lenni. Házasságuk azonban fokozatosan felbomlik a képernyőn kívül, ami a harmadik évadban keserű váláshoz vezet. (1-2. évad)
- Mary Beth McDonough, mint Mrs. Wilhoite, tanárnő és gonosz anya az iskolában (1-5. évad)
- Blair Underwood, mint Daniel Harris, Ritchie egykori 4. osztályos tanára, aki arról híres, hogy hihetetlenül jóképű. Christine-nel randizik, miután elfogadja az ajánlatot, hogy egy másik iskolában tanítson. Christine már régóta szerelmes belé, és bár a randevú jól alakul, a kapcsolat végül meghiúsul Christine elfoglaltsága miatt. (2-3. évad, 5. évad)
- Scott Bakula, mint Jeff Hunter, más néven Jeff Papa, eredetileg Christine kiszemeltje, de a lány hamarosan rájön, hogy a férfi Új Christine apja, és vonakodva dobja őt. Új Christine és Richard esküvőjén Jeff és Christine újra felújítják kapcsolatukat. Christine nem sokkal ezután rájön, hogy a férfit már eljegyezték. (2., 4. és 5. évad)
- Nancy Lenehan, mint Mrs Marcie Nunley, Ritchie iskolájának pepecselős igazgatója. Lenehan, mielőtt Mrs. Nunley-ként visszatérő szereplő lett volna, az első évadban vendégszerepelt egy teljesen más karakterként, Kit néven. (2. és 5. évad)
- Dave Foley, mint Tom, Richard munkatársa, aki mindig is bele volt zúgva Christine-be. Miután a katasztrofális első randevújukon rosszul lesz, a sorozat későbbi részében összebarátkoznak, bár Christine nem vonzódik hozzá. Richard ismét összehozza őket, és ezúttal Tom felajánlja Christine-nek, hogy használja őt a pénzéért és a segítségéért, de Tom elhagyja a nőt, miután visszataszítónak találja Christine csábítási kísérletét. (2-3. évad, 5. évad)
- Tom Papa, mint Mike Gay, Christine egyetlen barátja Westbridge-ben, akit szintén nem vet fel a pénz és elvált  (3. évad)
- Michaela Watkins, mint Lucy, Matthew egykori páciense, aki vonzódik a tisztviselőkhöz. Matthew beleszeret a lányba, és miután véget vet a terapeuta és a páciens kapcsolatának, ők ketten randizni kezdenek. Beleszeretnek egymásba, és sokkal komolyabb kapcsolatba kezdenek. Végül összeköltöznek, de Lucy gyerekes furcsaságai miatt szakítaniuk kell. (4-5. évad)
- Tim DeKay, mint Patrick Harris, Christine új barátja, akivel egy videotékában ismerkedik meg, és randizni kezd. Patrickről kiderül, hogy komoly dühkitörései vannak, amikor veszít valamiben, és Christine szakít vele. (4. évad)
- Stephen Tobolowsky, mint Merrow igazgató, a Westbridge középiskola igazgatója, aki nagyon kevéssé tolerálja Christine neurotikus viselkedését. (4. évad)
- James Lesure, mint Dave, a férfi, akivel Barb Richard és Új Christine esküvőjén találkozik. Bár eredetileg megpróbálja kitoloncolni a lányt, mivel bevándorlási ügynök, később megtalálja a módját, hogy az országban tartsa. Később félni kezd tőle, és gyűlöli a személyiségét. Megkéri a lány kezét, mert azt hiszi, hogy a lány szakítani fog vele, de végül igent mond. (4-5. évad)
- Eric McCormack, mint Max, Christine terapeutája/szerelme és Matthew mentora. Christine és Max kölcsönös vonzalmat éreznek egymás iránt, de Christine úgy dönt, hogy nagyobb szüksége van egy terapeutára, mint egy barátra. Max engedélyét már többször felfüggesztették, mert túl közel került a pácienseihez, de miután ő és Christine befejezik a terapeuta foglalkozásaikat, hogy randizhassanak egymással, a férfi nyugodt és stabil barátnak bizonyul. Eljegyzik egymást, de Christine elhalasztja az eljegyzést, hogy visszamehessen a főiskolára. (5. évad)

## Epizódok
| Évad | Epizódszám | Eredetileg sugárzott  | Eredetileg sugárzott    |
| Évad | Epizódszám | Első rész megjelenése | Utolsó rész megjelenése |
| ---- | ---------- | --------------------- | ----------------------- |
| 1.   | 13         | 2006. március 13.     | 2006. május 22.         |
| 2.   | 22         | 2006. szeptember 18.  | 2007. május 7.          |
| 3.   | 10         | 2008. február 4.      | 2008. március 31.       |
| 4.   | 22         | 2008. szeptember 24.  | 2009. május 20.         |
| 5.   | 21         | 2009. szeptember 23.  | 2010. május 12          |

## Fogadtatása

### Kritikai visszhang
A műsor általánosságban jó reakciókat váltott ki a kritikusokból. A Rotten Tomatoes az öt évad átlaga alapján 89%-osra minősítette a sorozatot, a két legjobbnak ítélt évad, a második és a harmadik 100%-os minősítést kapott. A Metacritic csak az első évadot értékelte ki, amely 69 pontot ért el a 100-ból 52 vélemény alapján. Tom Shales a Washington Posttól azt írta a sorozatról: „Okos, pimasz és elbűvölő.” Alessandra Stanley a New York Times-tól azt írta: „Ezek az Elaine-pillanatok jelentik a sorozat igazi vonzerejét - a lehetőség, hogy Louis-Dreyfus ismét egy érzéketlen, agresszív neurotikust alakíthat, aki egy vékony, vonzó nő testében rekedt.” Nancy Franklin a New Yorkertől azt írta: „Egy sitcomnak nem kell új utakat járnia ahhoz, hogy jó legyen, de éreztetnie kell, hogy nem csak a szokásos módon megy végig. A Christine bizonyos mértékig kielégíti ezt a követelményt, de az ember többet vár tőle.” Melanie McFarland a Seattle Post-Intelligencertől azt írta: „A legrosszabb az írás komikumának alacsony színvonala; annyira gyenge, hogy a nevetősáv nem csak erőltetettnek tűnik, hanem úgy hangzik, mintha a közönségnek pisztolyt tartanának a fejéhez.”

### Amerikai nézettség
| Évad száma | Premier              | Évad vége         | Rangsorolás | Nézők száma (millió) |
| ---------- | -------------------- | ----------------- | ----------- | -------------------- |
| 1. évad    | 2006. március 13.    | 2006. május 22.   | 29. hely    | 12,57                |
| 2. évad    | 2006. szeptember 18. | 2007. május 7.    | 39. hely    | 11,77                |
| 3. évad    | 2008. február 4.     | 2008. március 31. | 42. hely    | 10, 41               |
| 4. évad    | 2008. szeptember 24. | 2009. május 20.   | 77. hely    | 7,25                 |
| 5. évad    | 2009. szeptember 23. | 2010. május 12.   | 66. hely    | 6, 74                |

## Fontosabb díjak és jelölések
| Esemény                      | Díj                     | Kategória                                                                    | Eredmény |
| ---------------------------- | ----------------------- | ---------------------------------------------------------------------------- | -------- |
| 58. Primetime Emmy-gála      | Primetime Emmy-díj      | Legjobb női főszereplő (vígjátéksorozat) – Julia Louis-Dreyfus               | Elnyerte |
| 58. Primetime Emmy-gála      | Primetime Emmy-díj      | Legjobb operatőr                                                             | Jelölve  |
| 59. Primetime Emmy-gála      | Primetime Emmy-díj      | Legjobb női főszereplő (vígjátéksorozat) – Julia Louis-Dreyfus               | Jelölve  |
| 60. Primetime Emmy-gála      | Primetime Emmy-díj      | Legjobb női főszereplő (vígjátéksorozat) – Julia Louis-Dreyfus               | Jelölve  |
| 60. Primetime Emmy-gála      | Primetime Emmy-díj      | Legjobb díszlet                                                              | Jelölve  |
| 61. Primetime Emmy-gála      | Primetime Emmy-díj      | Legjobb női főszereplő (vígjátéksorozat) – Julia Louis-Dreyfus               | Jelölve  |
| 61. Primetime Emmy-gála      | Primetime Emmy-díj      | Legjobb díszlet                                                              | Jelölve  |
| 62. Primetime Emmy-gála      | Primetime Emmy-díj      | Legjobb női főszereplő (vígjátéksorozat) – Julia Louis-Dreyfus               | Jelölve  |
| 62. Primetime Emmy-gála      | Primetime Emmy-díj      | Legjobb díszlet                                                              | Jelölve  |
| 64. Golden Globe-gála        | Golden Globe-díj        | Legjobb női főszereplő (musical- vagy vígjátéksorozat) – Julia Louis-Dreyfus | Jelölve  |
| 13. Screen Actors Guild-gála | Screen Actors Guild-díj | Legjobb színésznő (vígjátéksorozat) – Julia Louis-Dreyfus                    | Jelölve  |
| 16. Screen Actors Guild-gála | Screen Actors Guild-díj | Legjobb színésznő (vígjátéksorozat) – Julia Louis-Dreyfus                    | Jelölve  |

## Fordítás
- Ez a szócikk részben vagy egészben  a   The New Adventures of Old Christine című angol Wikipédia-szócikk ezen változatának fordításán alapul.  Az eredeti cikk szerkesztőit annak laptörténete sorolja fel. Ez a jelzés csupán a megfogalmazás eredetét és a szerzői jogokat jelzi, nem szolgál a cikkben szereplő információk forrásmegjelöléseként.